# Lenny et Harpo Guit
 (octobre 2024).
Les frères Guit sont des réalisateurs français. Le duo est composé de Lenny Guit et de Harpo Guit.

## Biographie
Harpo et Lenny Guit sont les fils du réalisateur Graham Guit. Ils étudient en école de cinéma pour l'un, au Conservatoire de Bruxelles pour l'autre.

## Filmographie
Sauf indication contraire, les informations mentionnées dans cette section peuvent être confirmées par la base de données cinématographiques IMDb,  présente dans la section « Liens externes ».

### Réalisateurs

#### Cinema
- 2021 : Fils de Plouc
- 2024 : Aimer perdre